# Marquesado de Villena
El marquesado de Villena es un título nobiliario español concedido por Juan II, el 12 de noviembre de 1445 a Juan Pacheco, maestre de la Orden de Santiago, adelantado mayor de Murcia y posteriormente primer duque de Escalona.
El marquesado, como entidad territorial, es herencia del antiguo señorío de Villena, que revirtió en la corona. Ya fue marquesado anteriormente en la persona de Alfonso de Aragón el Viejo, aunque volvió a revertir en la corona hasta su concesión por el rey Juan II de Castilla en 1445 a Juan Pacheco. El hijo de este, Diego López Pacheco y Portocarrero perdió la mayor parte de las tierras del marquesado, entre ellas la capital, Villena, al sublevarse esta ciudad en favor de los Reyes Católicos en 1476. A esta rebelión, conocida popularmente como la de "las cinco campanadas", le sucederían las del resto de ciudades importantes del marquesado. Los Pacheco seguirían usando el título, pese a no poseer ya el marquesado, convirtiéndose en una distinción que ha perdurado por tradición.
En la actualidad, ostenta el título de marqués de Villena Francisco de Borja Soto y Moreno-Santamaría, duque de Frías y descendiente de la Casa de Escalona.

## Marqueses de Villena

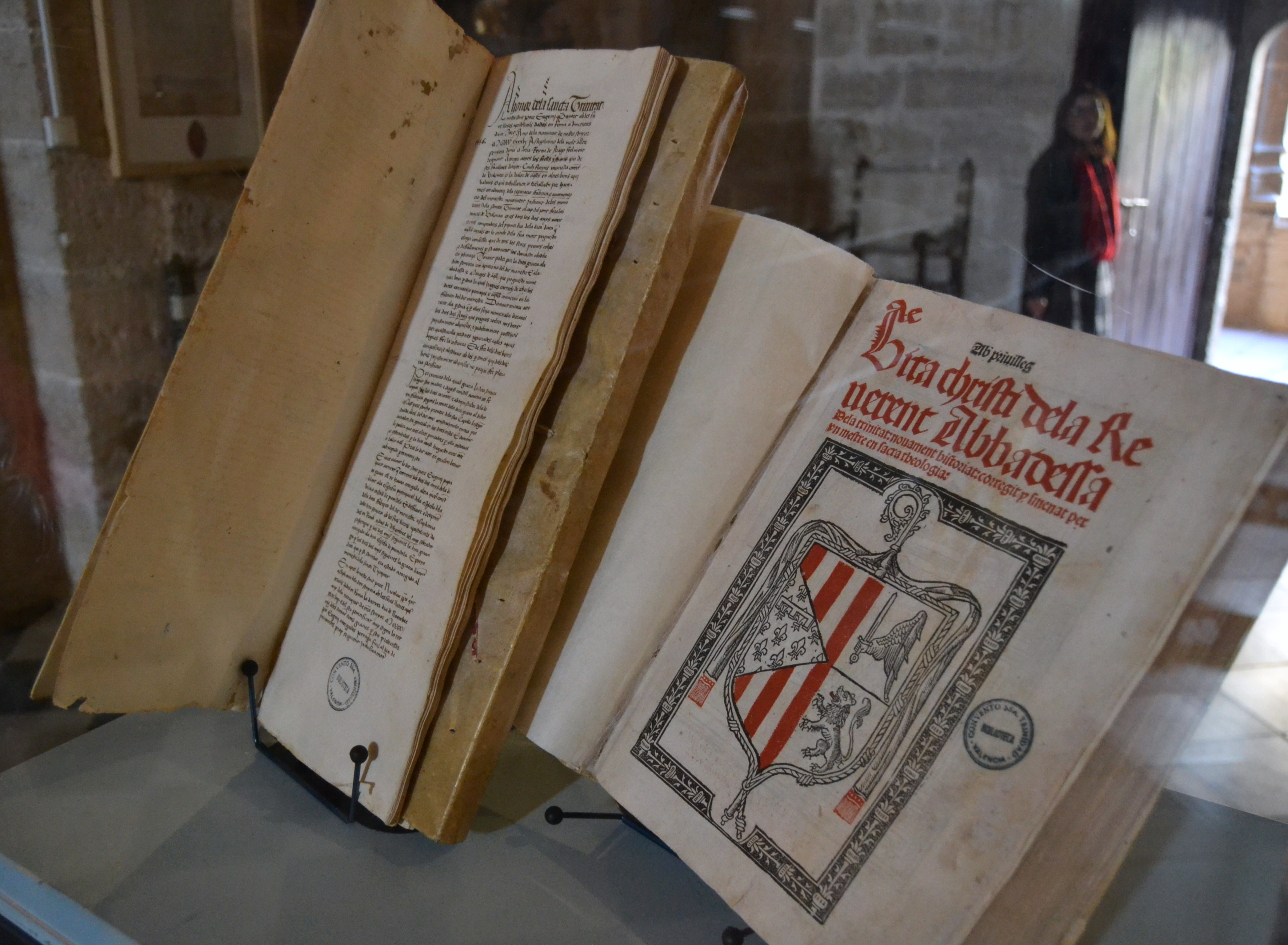
Escudo de armas del verdadero primer marqués de Villena, Alfonso de Aragón. En él se pueden apreciar los emblemas de los antiguos señores de Villena, los Manuel, con el león y la mano alada

| Primer Marquesado, creado por Pedro IV de Aragón   | Primer Marquesado, creado por Pedro IV de Aragón       | Primer Marquesado, creado por Pedro IV de Aragón |
|                                                    | Titular                                                | Periodo                                          |
| -------------------------------------------------- | ------------------------------------------------------ | ------------------------------------------------ |
| I                                                  | Alfonso de Aragón                                      | 1366-1412                                        |
| II                                                 | Pedro de Aragón                                        | 1384-1385                                        |
| Segundo marquesado, creado por Juan II de Castilla |                                                        |                                                  |
|                                                    | Titular                                                | Periodo                                          |
| I                                                  | Juan Pacheco                                           | 1445-1474                                        |
| II                                                 | Diego López Pacheco y Portocarrero                     | 1468-1529                                        |
| III                                                | Diego López Pacheco y Enríquez                         | 1529-1556                                        |
| IV                                                 | Francisco López Pacheco de Cabrera y Bobadilla         | 1556-1574                                        |
| V                                                  | Juan Gaspar Fernández Pacheco                          | 1574-1616                                        |
| VI                                                 | Felipe Baltasar Fernández Pacheco                      | 1615-1632                                        |
| VII                                                | Diego López Pacheco y Portugal                         | 1633-1653                                        |
| VIII                                               | Juan Manuel Fernández Pacheco                          | 1653-1725                                        |
| IX                                                 | Mercurio Antonio López Pacheco                         | 1725-1738                                        |
| X                                                  | Andrés Luis López-Pacheco y Osorio                     | 1738-1747                                        |
| XI                                                 | Juan Pablo López-Pacheco y Moscoso                     | 1747-1751                                        |
| XII                                                | Felipe López-Pacheco y de la Cueva                     | 1751-1798                                        |
| XIII                                               | Diego Fernández de Velasco                             | 1798-1811                                        |
| XIV                                                | Bernardino Fernández de Velasco                        | 1811-1851                                        |
| XV                                                 | Francisco de Borja Téllez-Girón y Fernández de Velasco | 1851-1897                                        |
| XVI                                                | Luis Téllez-Girón y Fernández de Córdoba               | 1897-1909                                        |
| XVII                                               | Mariano Téllez-Girón y Fernández de Córdoba            | 1909-1931                                        |
| XVIII                                              | Francisco de Borja de Martorell y Téllez-Girón         | 1931-1936                                        |
| XIX                                                | María de la Soledad de Martorell y Castillejo          | 1960-1990                                        |
| XX                                                 | Francisco de Borja de Soto y Martorell                 | 1990-1997                                        |
| XXI                                                | Francisco de Borja de Soto y Moreno-Santamaría         | 1998-actual titular                              |

## Historia de los marqueses de Villena

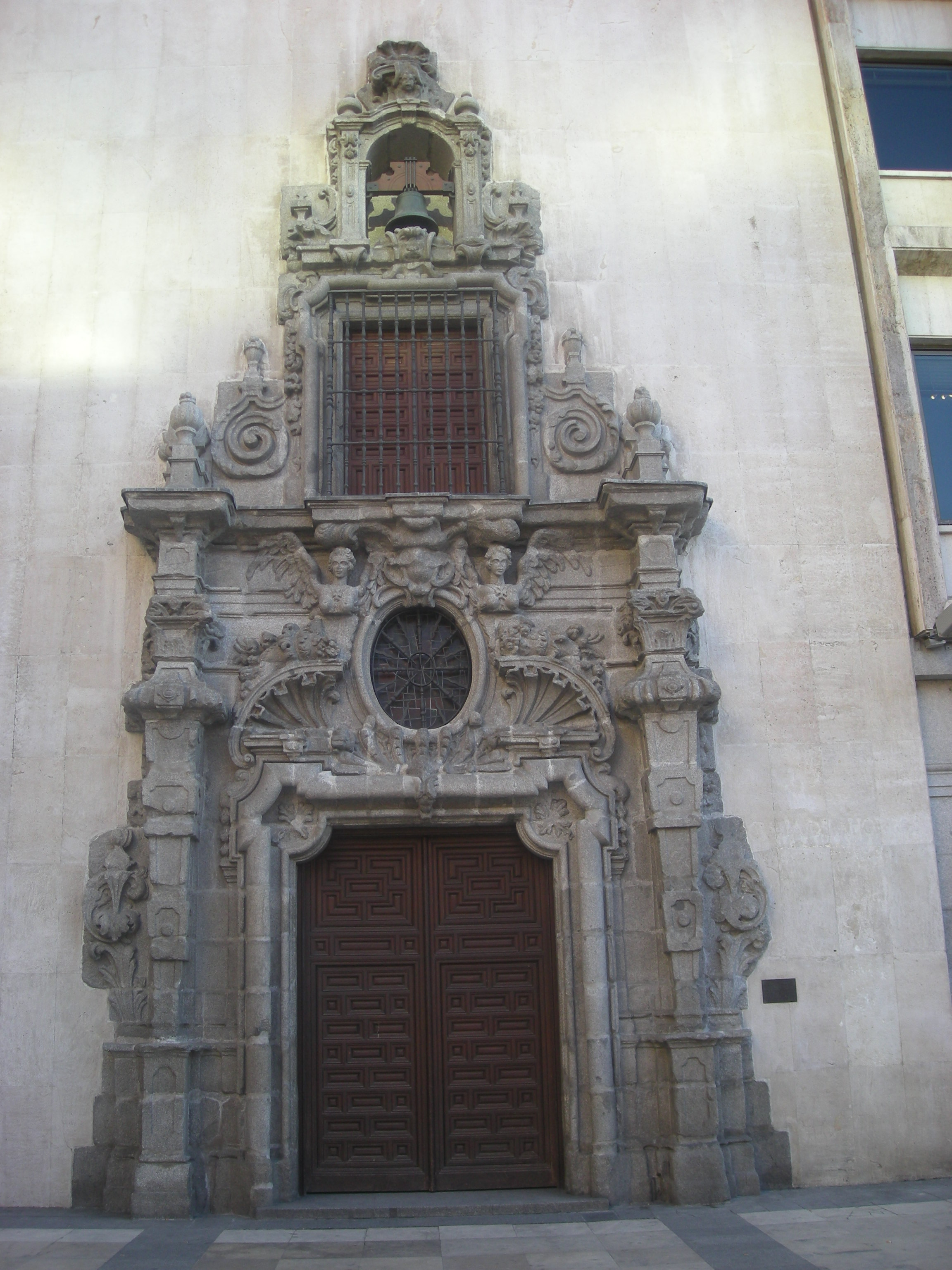
Palacio Marqués de Villena. Plaza de las Descalzas, Madrid

- Juan Pacheco (1419-4 de octubre de 1474), I marqués de Villena,[4] I duque de Escalona.[4] Uno de los hombres más poderosos en la corte de Castilla bajo los reinados de Enrique IV e Isabel la Católica. Hermano de Pedro Girón, maestre de la Orden de Calatrava y origen de los Osuna. Recibe del rey Enrique IV el marquesado de Villena en 1445 y el ducado de Escalona en 1472. Su tercer hijo es Alonso Téllez-Girón, I señor de la Puebla de Montalbán, de cuya descendencia vendrá el XIII duque de Escalona, Diego Fernández de Velasco.

Casó en primeras nupcias el 27 de septiembre de 1435 con Juana de Luna, matrimonio anulado en 1442.  Contrajo un segundo matrimonio en 1442 con María Portocarrero y Enríquez, VII señora de Moguer. Casó en terceras nupcias en 1472 con María Fernández de Velasco y Mendoza. Le sucedió en 1468, por cesión, su hijo primogénito del segundo matrimonio:
- Diego López Pacheco (1456-26 de noviembre de 1529), II marqués de Villena,[5] II duque de Escalona. Es el último marqués de facto, pues pierde las principales ciudades del marquesado, incluida la capital, Villena, por sublevación. A pesar de ello se seguiría autodenominando como marqués.[6]

Casó en primeras nupcias en 1469 con Juana de Luna (m. 1480), III condesa de San Esteban de Gormaz. Casó en segundas nupcias en 1484 con Juana Enríquez y Velasco, hija de Alfonso Enríquez, conde de Melgar. De este matrimonio nacería su sucesor en este título, ya sin marquesado:
- Diego López Pacheco y Enríquez (1503-7 de febrero de 1556), III marqués de Villena,[5] III duque de Escalona,[5], VI conde de San Esteban de Gormaz, señor de Belmonte, mayordomo mayor del rey Enrique IV, capitán general de Andalucía y de la frontera de Granada y caballero de la Orden del Toisón de Oro.[5]

Casó con Luisa de Cabrera y Bobadilla, III marquesa de la Moya. Sucedió su hijo:
- Francisco López Pacheco y Cabrera (1532-1574), IV marqués de Villena,[7] IV duque de Escalona, IV marqués de Moya y VII conde de San Esteban de Gormaz.[7]

Contrajo matrimonio con Juana Álvarez de Toledo, hija de Fernando Álvarez de Toledo, IV conde de Oropesa, a quien le sucedió su primogénito:
- Juan Gaspar Fernández Pacheco y Álvarez de Toledo (1563-5 de mayo de 1616),  V marqués de Villena,[7] V duque de Escalona, V marqués de Moya y VIII conde de San Esteban de Gormaz.[7]

Casó con Serafina de Braganza, hija de Juan de Portugal Pereira y Castro, VI duque de Braganza, y de Catalina de Portgugal, infanta de Portugal. Dos de sus hijos suceden a su padre en sus títulos. El primero fue:

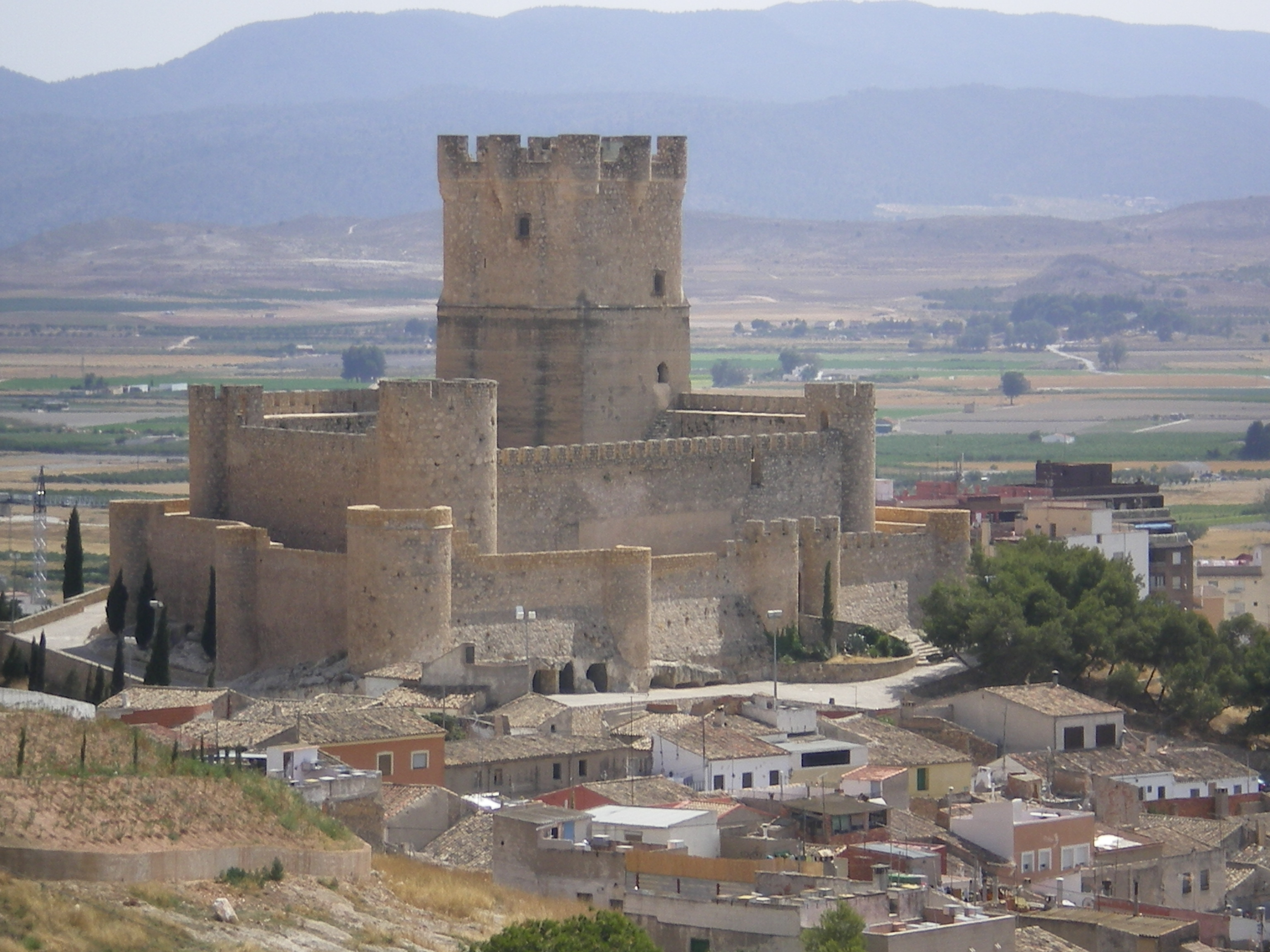
Castillo de la Atalaya, en Villena, (Alicante).

- Felipe Baltasar Fernández Pacheco (1596-30 de diciembre de 1632), VI marqués de Villena,[7] VI duque de Escalona, VI marqués de Moya y IX conde de San Esteban de Gormaz.[7]

Casó con Catalina de Zúñiga y Sandoval, hija de Diego de Zúñiga II duque de Peñaranda de cuyo matrimonio no hay descendencia. Le sucede su hermano:
- Diego López Pacheco (1599-1653), VII marqués de Villena,[7] VII duque de Escalona, IX marqués de Moya (sucede a su hijo del primer matrimonio), X conde de San Esteban de Gormaz, gobernador y virrey de Nueva España, virrey de Navarra, capitán general de Castilla-La Mancha y caballero de la Orden del Toisón de Oro.[7]

Casó en primeras nupcias con su prima hermana, Luisa Bernarda de Cabrera y Bobadilla, VII marquesa de Moya, y en segundas nupcias con Juana de Zúñiga y Mendoza, hija de Francisco Diego López de Zúñiga-Sotomayor y Mendoza, VII duque de Béjar. De su primer matrimonio nació un hijo, José Isidro López Pacheco y Cabrera Bobadilla, que falleció en 1643 sin descendencia, y que fue el VIII marqués de Moya y el XI conde de San Esteban de Gormaz. En el marquesado de Villena, sucedió su hijo del segundo matrimonio:
- Juan Manuel Fernández López Pacheco (1648-1725), VIII marqués de Villena,[7]  VIII duque de Escalona, X marqués de Moya, XII conde de San Esteban de Gormaz y caballero del Toisón de Oro.[7]

Casó en 1674 con María Josefa de Benavides Manrique y Silva, VI marquesa de la Eliseda. Le sucede su hijo:
- Mercurio López Pacheco (1679-7 de julio de 1738)  IX marqués de Villena,[9] IX duque de Escalona, XII marqués de Aguilar de Campoo, VII marqués de la Eliseda y XIII conde de San Esteban de Gormaz.[9]

Casó en primeras nupcias con su sobrina, Petronila Antonia de Silva y Mendoza, hija de José María de Silva I marqués de Melgar, con la que no tiene descendencia. Contrajo un segundo matrimonio con María Catalina Teresa de Moscoso Osorio y Benavides, hija de Luis de Moscoso Osorio, VI  marqués de Almazán. Sucedió su hijo del segundo matrimonio:
- Andrés López-Pacheco y Osorio de Moscoso (1710-27 de junio de 1747), X marqués de Villena,[9] X duque de Escalona, XIII marqués de Aguilar de Campoo, XVII conde de Castañeda, XVI conde de San Esteban de Gormaz y VIII marqués de la Eliseda.[9]

Casó en primeras nupcias el 27 de octubre de 1727, en Madrid, con Ana María de Toledo Portugal Monroy y Ayala, XI condesa de Oropesa. Contrajo un segundo matrimonio el 16 de julio de 1731, en Madrid, con Isabel María Pacheco y Téllez-Girón, sin descendencia de este matrimonio. Su hija primogénita del primer matrimonio, María Ana Catalina López Pacheco Toledo y Portugal, XIV marquesa de Aguilar de Campoo, grande de España, casó con su tío, Juan Pablo López Pacheco y Moscoso quien, después de pleitear y casar con su sobrina, sucedió en los otros títulos:
- Juan Pablo López-Pacheco y Moscoso (Madrid, 1716-Madrid, 27 de abril de 1951), XI marqués de Villena,[9] XI duque de Escalona, señor de Belmonte y de Garganta la Olla, coronel del regimiento real de infantería de la reina, teniente general de los reales ejércitos, caballero de San Genaro de Nápoles, comendador de Alcuesta en la Orden de Santiago, director perpetuo de la Real Academia Española y gentilhombre de los reyes Felipe V y Fernando VI de España.[9]

Casó con su sobrina, María Ana Catalina López Pacheco Toledo y Portugal (1727-1768), XIV marquesa de Aguilar de Campoo, VIII marquesa de Frechilla, VIII marquesa de la Eliseda, XVII condesa de Castañeda, XI condesa de Alcaudete y XIII condesa de San Esteban de Gormaz. Sin descendencia, sucedió su primo carnal:
- Felipe López-Pacheco y de la Cueva (1727-24 de julio de 1798), XII marqués de Villena,[9] XII duque de Escalona, XVI marqués de Aguilar de Campoo, XI marqués de la Eliseda, XX conde de Castañeda, XIII marqués de Moya, XVII conde de San Esteban de Gormaz, V conde de Villanova, XV marqués de Villanueva del Fresno y Barcarrota, comendador de la Orden de Santiago, VII marqués de Bedmar y caballero del Toisón de Oro.[11] Era hijo de Mariano López Pacheco Cabrera y Bobadilla, XIII marqués de Moya, —hijo del VIII marqués de Villena—, y de su esposa María Francisca de la Cueva y Acuña, VI marquesa de Bedmar.[12]

Casó el 21 de febrero de 1750, en Madrid, con su sobrina, María Luisa Centurión Velasco y López de Ayala, , VIII marquesa de Estepa, con la que no tendrá hijos. Le sucede:
- Diego Fernández de Velasco (1754-1811), XIII marqués de Villena,[13] XIII duque de Escalona,[13] VIII duque de Uceda, XIII duque de Frías, V marqués de Menas Albas, X marqués de Frómista, VIII marqués de Belmonte,  XIII marqués de Berlanga, VII marqués de Toral, VI marqués de Cilleruelo, X marqués de Jarandilla, VIII conde de Pinto, VII marqués del Fresno, XI marqués de Frechilla y Villarramiel, X marqués del Villar de Grajanejos, XV conde de Haro, XVII conde de Castilnovo, XVIII conde de Alba de Liste, VII conde de la Puebla de Montalbán, X conde de Peñaranda de Bracamonte, XVIII conde de Luna, XVI conde de Fuensalida, IX conde de Colmenar, XV conde de Oropesa, XIV conde de Alcaudete, XIV conde de Deleytosa, conde de Salazar de Velasco.

Casó con Francisca de Paula de Benavides y Fernández de Córdoba, hija de Antonio de Benavides y de la Cueva II duque de Santisteban del Puerto, etc. Le sucedió su hijo:
- Bernardino Fernández de Velasco (1783-1851), XIV marqués de Villena,[13] XIV duque de Escalona,[13] IX duque de Uceda, XIV duque de Frías, VI marqués de Menas Albas, IX marqués de Belmonte, XI marqués de Frómista, IX marqués de Caracena, XIV marqués de Berlanga, VIII marqués de Toral, VII marqués de Cilleruelo, IX conde de Pinto, VIII marqués del Fresno, XIV marqués de Jarandilla, XII marqués de Frechilla y Villarramiel, XI marqués del Villar de Grajanejos, XVI conde de Haro, XVIII conde de Castilnovo, conde de Salazar de Velasco, XIX conde de Alba de Liste, VIII conde de la Puebla de Montalbán, XI conde de Peñaranda de Bracamonte, conde de Luna, XVII conde de Fuensalida, X conde de Colmenar, XVI conde de Oropesa, XV conde de Alcaudete, XIX conde de Deleytosa, conde de Villaflor.

Casó con María Ana Teresa de Silva Bazán y Waldstein, hija de José Joaquín de Silva-Bazán, IX marqués de Santa Cruz, X marqués del Viso, VII y último marqués de Bayona, VI marqués de Arcicóllar y conde de Pie de Concha. Sin descendientes de este matrimonio. Contrajo un segundo matrimonio con María de la Piedad Roca de Togores y Valcárcel, hija de Juan Nepomuceno Roca de Togores y Scorcia, I conde de Pinohermoso, XIII barón de Riudoms. Casó (en matrimonio desigual, post festam, legitimando la unión de hecho), con Ana Jaspe y Macías. Le sucedió su nieto, hijo de Bernardina María Fernández de Velasco Pacheco y Roca de Togores (1815-1869), su hija del segundo matrimonio, y de su esposo Tirso María Téllez-Girón y Fernández de Santillán, hijo de Pedro de Alcántara Téllez-Girón y Pimentel IX marqués de Jabalquinto y nieto del IX duque de Osuna:
- Francisco de Borja Téllez-Girón y Fernández de Velasco (1839-8 de agosto de 1897), XV marqués de Villena,[13] XV duque de Escalona, XI duque de Uceda, XX conde de Alba de Liste, IX conde de la Puebla de Montalbán, XI conde de Pinto, senador del reino por derecho propio, caballero de la Orden de Santiago, Gran Cruz de Carlos y gentilhombre de la cámara del rey Alfonso XII y de la reina regente de España.[13]

Casó, el 15 de octubre de 1867, con Ángela María de Constantinopla Fernández de Córdoba y Pérez de Barradas, hija de Luis Tomás de Villanueva Fernández de Córdoba Figueroa y Ponce de León, XV duque de Medinaceli. Sucedió su hijo:
- Luis Téllez-Girón y Fernández de Córdoba Madrid, 3 de marzo de 1870-1 de abril de 1909), XVI marqués de Villena,[14] XIV duque de Osuna, XII duque de Uceda, XVIII conde de Ureña, maestrante de Sevilla, diputado a Cortes por Talavera de la Reina y gentilhombre de cámara del rey.

Soltero, sin descendencia, sucedió su hermano:
- Mariano Téllez-Girón y Fernández de Córdoba (1887-1931), XVII marqués de Villena,[15] XVI duque de Escalona, XV duque de Osuna y XXI conde de Alba de Liste.

Casó el 10 de noviembre de 1921, en Sevilla, con Petra Duque de Estrada y Moreno (1900-1985), hija de Juan Antonio Duque de Estrada y Cabeza de Vaca, VIII marqués de Villapanés. Le sucede el hijo de su hermana María de los Ángeles Téllez-Girón y Fernández de Córdoba y de su esposo Ricardo Martorell y Fivaller, VIII marqués de Paredes, V duque de Almenara Alta, V marqués de Albranca, diputado a cortes por Mahón en 1884, caballero de la Orden de Santiago y maestrante de Valencia.
- Francisco de Borja Martorell y Téllez-Girón (Madrid, 17 de junio de 1898-Paracuellos de Jarama, 30 de noviembre de 1936),[18] XVIII marqués de Villena,[15][19] XXII conde de Alba de Liste, XVII duque de Escalona,[20] VII duque de Almenara Alta,[16] X marqués de Paredes,[18][19] XI marqués de Villel,[21] VII marqués de Albranca,[19] XV marqués de la Lapilla,[22] Gentilhombre grande de España con ejercicio y servidumbre del rey Alfonso XIII.

Casó el 9 de mayo de 1923 con María de los Dolores Castillejo y Wall, hija de Juan Bautista Castillejo y Sánchez de Teruel, IV conde de Floridablanca, y de María de la Concepción Wall y Diego, VII condesa de Armíldez de Toledo. Le sucedió su hija:
- María Soledad de Martorell y Castillejo (8 de julio de 1924-Madrid, 6 de agosto de 2022[23]), XIX marquesa de Villena,[19][24] XI marquesa de Paredes[18] XIII marquesa de Villel,[21] VIII duquesa de Almenara Alta,[16] XII marquesa de Monesterio en 1951,[19] XVI marquesa de la Lapilla,[22] XVIII duquesa de Escalona,[19] VIII marquesa de Albranca[19] y X condesa de Darnius.[19]

Casó en 1948 con Juan Pedro de Soto y Domecq (m. Madrid, 19 de agosto de 2004), caballero de la Real Maestranza de Caballería de Sevilla, hijo de Fernando de Soto y González de Aguilar Ponce de León, XII marqués de Arienzo, IV conde de Puerto Hermoso y XI marqués de Santaella, y de María del Carmen Domecq y Núñez de Villavicencio. En 1990 le sucedió su hijo a quien cedió el título:
- Francisco de Borja de Soto y Martorell (1956-1997), XX marqués de Villena,[19][27] XX duque de Escalona, XXIII conde de Alba de Liste.

Casó con María de la Concepción Moreno Santa María y de la Serna y le sucede a su muerte en accidente a su hijo mayor:
- Francisco de Borja de Soto y Moreno-Santamaría (n. 1985), XXI marqués de Villena,[28][29] XXI duque de Escalona, XIX duque de Frías y XXIII conde de Haro con dos Grandezas de España de clase inmemorial.

## Marqueses destacados
- Juan Pacheco, primer marqués e importante político del siglo XV. Nacido en Belmonte (Cuenca) pueblo en el que construyó su imponente castillo tras nombrar a la villa capital del marquesado.

- Diego López Pacheco y Portocarrero (c. 1443-1529): famoso por su política de mecenazgo y apoyo a los alumbrados, grupos de creyentes cuyas prácticas fueron declaradas heréticas por la Inquisición a partir de 1525. A él va dirigido el tercer Abecedario, de Fray Francisco Osuna, aparecido en Toledo el 31 de agosto de 1527.

- Diego López Pacheco y Portugal: virrey de la Nueva España (1640-1642), virrey de Navarra, (1649-1653)

- Juan Manuel Fernández Pacheco, hijo del anterior, fundador y primer director de la Real Academia Española (entre 1713 y su muerte en 1725).[30]

- Mercurio Antonio López Pacheco, hijo del anterior, segundo director de la Academia (entre la muerte de su padre, en 1725, y su propia muerte, en 1738).